# 마음을 열고
〈마음을 열고〉(일본어: 心を開いて)는 일본의 밴드 ZARD의 18번째 싱글 앨범이며, 1996년 5월 6일 발매되었다. (8cm CD: JBDJ-1016) 곡은 사카이 이즈미가 작사, 오다 테츠로가 작곡, 이케다 다이스케가 편곡했다. 곡은 〈흔들리는 마음〉과 같이 오츠카 제약의 포카리 스웨트 광고에 삽입되었다.
B사이드 곡은 〈Change my mind〉이며, 사카이 이즈미가 작사, 쿠리바야시 세이이치로가 작곡, 하야마 타케시가 편곡을 맡았다.
싱글은 오리콘 차트 주간 싱글차트에서 1위를 차지했고, 15주간 차트에 머물렀다.

## 수록곡
| #            | 제목                                      | 작사          | 작곡                  | 편곡            | 재생 시간 |
| ------------ | ----------------------------------------- | ------------- | --------------------- | --------------- | --------- |
| 1.           | 〈〈마음을 열고〉〉 (心を開いて)          | 사카이 이즈미 | 오다 테츠로           | 이케다 다이스케 | 4:08      |
| 2.           | 〈〈Change my mind〉〉                    | 사카이 이즈미 | 쿠리바야시 세이이치로 | 하야마 타케시   | 5:17      |
| 3.           | 〈〈마음을 열고〉〉 (Original Karaoke)    |               |                       |                 | 4:08      |
| 4.           | 〈〈Change my mind〉〉 (Original Karaoke) |               |                       |                 | 5:14      |
| 총 재생 시간 | 총 재생 시간                              | 총 재생 시간  | 총 재생 시간          | 총 재생 시간    | 18:47     |